# Ханыков, Василий Яковлевич
Василий Яковлевич Ханыков (1795—1850) — статс-секретарь, тайный советник, член Государственного совета.

## Биография
Василий Яковлевич Ханыков родился 27 декабря 1795 года в селе Рождествено Лихвинского уезда и происходил из русского дворянского рода татарского происхождения. Его родители — предводитель дворянства Лихвинского уезда секунд-майор Яков Николаевич Ханыков (1759—1805), мать — Анастасия Маркеловна, урожденная Мещанинова (1769—1811).
Поступив 15 мая 1804 года кадетом в Морской корпус, он в 1806 году был произведён в гардемарины.
В 1808 году принял участие в морской кампании против шведов. 1 апреля 1809 года Ханыков был выпущен из Корпуса с производством в мичманы и получил назначение адъютантом к контр-адмиралу М. М. Муравьёву.
В 1812 году находился в составе экипажа брига «Меркурий» при блокаде Курляндских берегов и занятии военного поста у Любека. В 1813 году по производстве 29 апреля в лейтенанты состоял при вице-адмирале А. С. Грейге на гребной флотилии под Данцигом и участвовал в морском сражении при крепости Вексельмюнде, затем находился для исполнения поручений при капитан-командоре Гетцене в Мекленбургском герцогстве и по распоряжениям относительно взятых у неприятеля судов — в Данциге и Кенигсберге, откуда в 1814 году был послан во Францию, в главную квартиру императора Александра I.
Вернувшись в том же году в Россию, Ханыков оставался в морской службе ещё до 1819 года, когда был уволен из флота «для определения к статским делам», 22 апреля получил чин коллежского асессора и 16 октября назначен в Собственную Его Императорского Величества канцелярию помощником начальника отделения.
С 1816 года был членом петербургской масонской ложи «Соединенные друзья».
Произведённый 30 августа 1821 года в надворные советники, Ханыков с 1822 года занимал пост начальника отделения канцелярии; в 1822 году состоял при графе А. А. Аракчееве во время путешествия императора Александра I по России.
Продолжая занимать должность начальника отделения, Ханыков был последовательно произведён в коллежские советники (15 августа 1824), статские советники (15 августа 1828), действительные статские советники (1 января 1832) и тайные советники (1 января 1841); 9 апреля 1832 года был пожалован в звание камергера Высочайшего двора и, назначенный 1 января 1841 года на должность статс-секретаря, неоднократно замещал управляющего делами Комитета министров Н. И. Бахтина. 11 апреля 1843 года назначен управляющим делами Комитета министров и 1 января 1850 года — членом Государственного Совета, заседал в Департаменте законов, с сохранением звания статс-секретаря.
Скончался 15 марта 1850 года в городе Санкт-Петербурге, похоронен в Добром Покровском монастыре Лихвинского уезда Калужской губернии.

## Семья

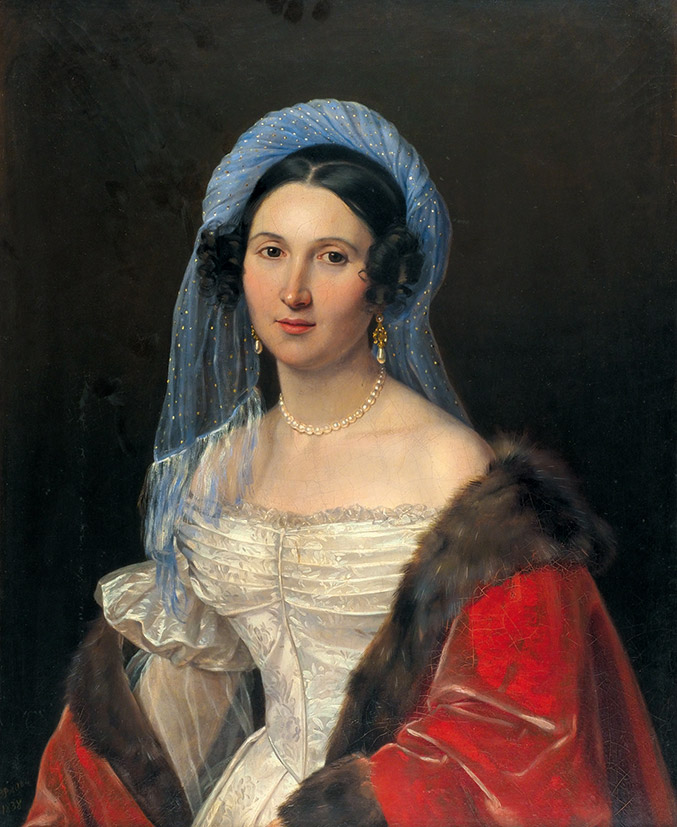
Екатерина Николаевна Ханыкова. Портрет работы П. Н. Орлова, 1838

Жена (с 14 июля 1835 года) — Екатерина Николаевна Ханыкова (30.05.1815—24.10.1844), дочь коллежского советника Николая Васильевича Ханыкова от его брака с Клеопатрой Михайловной Обресковой; приходилась мужу троюродной сестрой. Похоронена на Волковском православном кладбище. Дети:
- Яков (1837—1851)
- Николай (1839—1888)
- Василий (1841—1862)
- Клеопатра (1842—1867)

Большую известность получили племянники Василия Яковлевича — географы и крупные востоковеды братья Николай и Яков Владимировичи Ханыковы.

## Награды
- Орден Святого Владимира 4-й (30.8.1823), 3-й (14.4.1829) и 2-й (1.7.1842) степеней
- Орден Святой Анны 2-й (22.8.1826) и 1-й (17.4.1837) степеней
- Орден Святого Станислава 1-й степени (1.4.1832)
- Орден Белого орла (1.1.1845)
- Орден Святого Александра Невского (13.1.1848).